# Eduard Sibiryakov
Eduard Fedorovich Sibiryakov (em ucraniano:  Едуард Федорович Сибіряков; Cheliabinsk, 27 de novembro de 1941 — Moscou, 14 de janeiro de 2004) foi um jogador de voleibol da Ucrânia que competiu pela União Soviética nos Jogos Olímpicos de 1964 e 1968.
Em 1964 fez parte da equipe soviética que ganhou a medalha de ouro no torneio olímpico, no qual participou de dois jogos. Quatro anos depois, ele ganhou a segunda medalha dourada com o time soviético na disputa olímpica em 1968, jogando todas as nove partidas.

## Ligações Externas
- «Perfil no Sports-Reference» (em inglês)